# نوربرت برينكمان (لاعب كرة قدم)
نوربرت برينكمان (بالألمانية: Norbert Brinkmann)‏ هو لاعب كرة قدم ألماني، ولد في 16 يونيو 1952 في أوبرهاوزن في ألمانيا. لعب مع نادي أوردينغن 05.

## وصلات خارجية
- نوربرت برينكمان على موقع قاعدة بيانات كرة القدم.إي يو (الإنجليزية)
- نوربرت برينكمان على موقع بيانات كرة القدم. دي إي (الألمانية)
- نوربرت برينكمان على موقع عالم كرة القدم.نت (الإنجليزية)